# Hyndevadsån
Hyndevadsån är ett vattendrag i Södermanland, som avvattnar Hjälmaren. Det utgör en del av Eskilstunaån på den sträcka som ligger närmast Hjälmaren. Sträckan allra närmast Hjälmaren, till Hedfjärden, kallas också Hyndevadsströmmen. Ån har sitt namn efter vadstället Hundevad.
Ån rinner från Stora Kvisslaholmen vid Östra Hjälmaren genom sjöarna Hedfjärden och Närsjöfjärden och förbi orterna Hyndevad och Skogstorp.
Hyndevads vattenverk är Eskilstuna kommuns största och vattenverk. Det togs i drift 1915 och producerar drygt 9 miljoner kubikmeter dricksvatten per år till så gott som alla invånare i kommunen. Vattenskyddsområdet sträcker sig från östra Hjälmaren nedför ån till bron där länsväg 230  korsar ån strax söder om Skogstorp. Det råder av detta skäl från 2019 restriktioner för båttrafiken med fritidsbåtar på ån beträffande motor- och bränsletyper.
Karl IX:s kanal, som byggdes vid sekelskiftet 1500/1600 följde Hyndevadsån och Eskilstunaån mellan Hjälmaren och Mälaren. Vid Skogstorp och Skjulsta grävdes kanaler förbi forsar och åtminstone i Hyndevad byggdes också slusskammare av timmer.
Nedströms Skogstorp finns flera fornborgar nära ån, bland andra Uvberget. Åtminstone nedanför Skjulstabergets fornborg har det funnits spärranordningar i form av pålrader i åbotten för att hindra fientliga båtar.
Eskilstuna kommun har flera allmänna badplatser utmed Hyndevadsån, närmast Hjälmaren Gillberganäs och nedströms Sommarhemmets badplats och Engelska parken (Rosenforsparken) i Skogstorp, samt Skjulsta.

## Bildgalleri

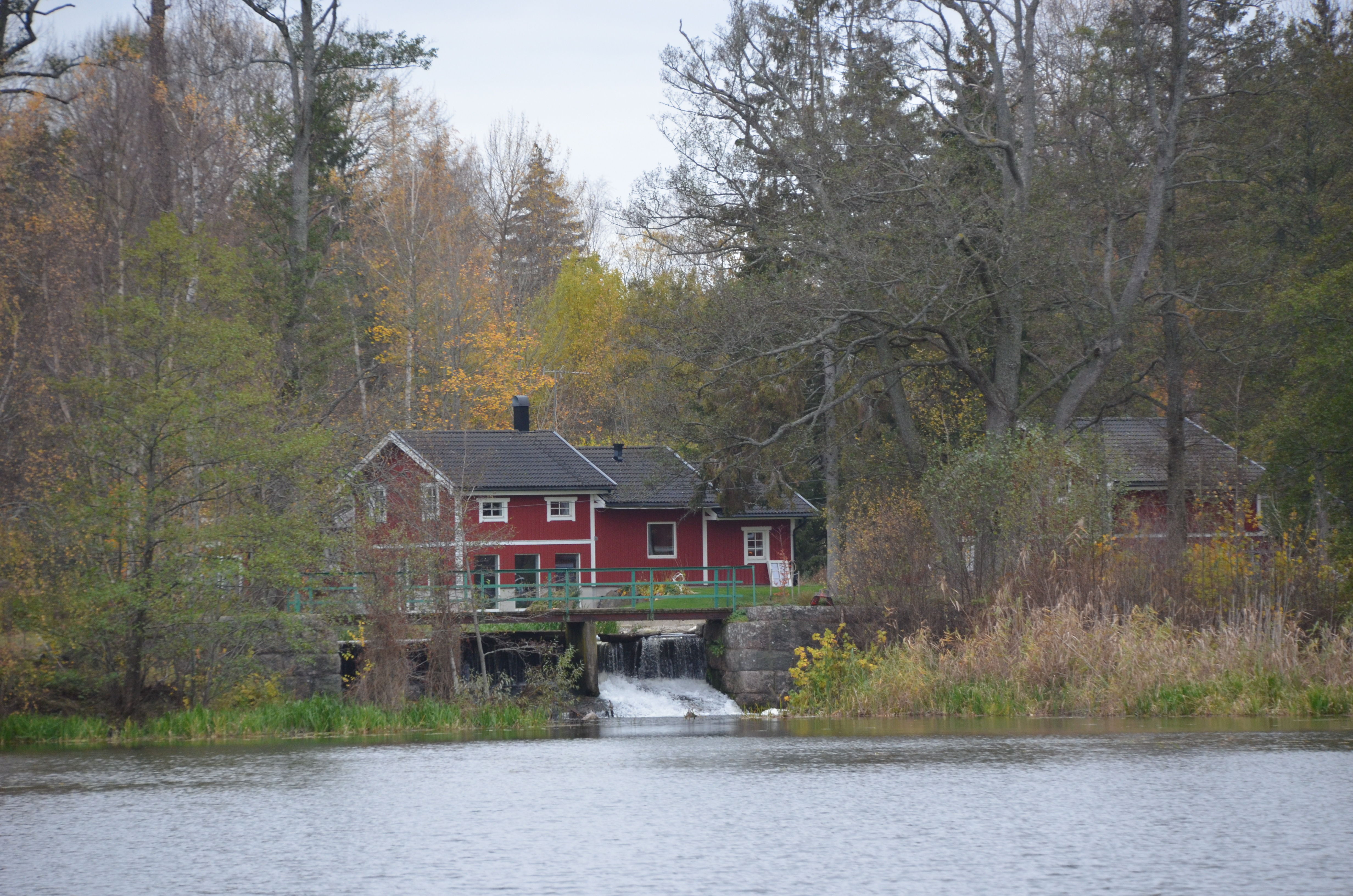
Hammarområdet vid Vretahagen uppströms Rosenfors
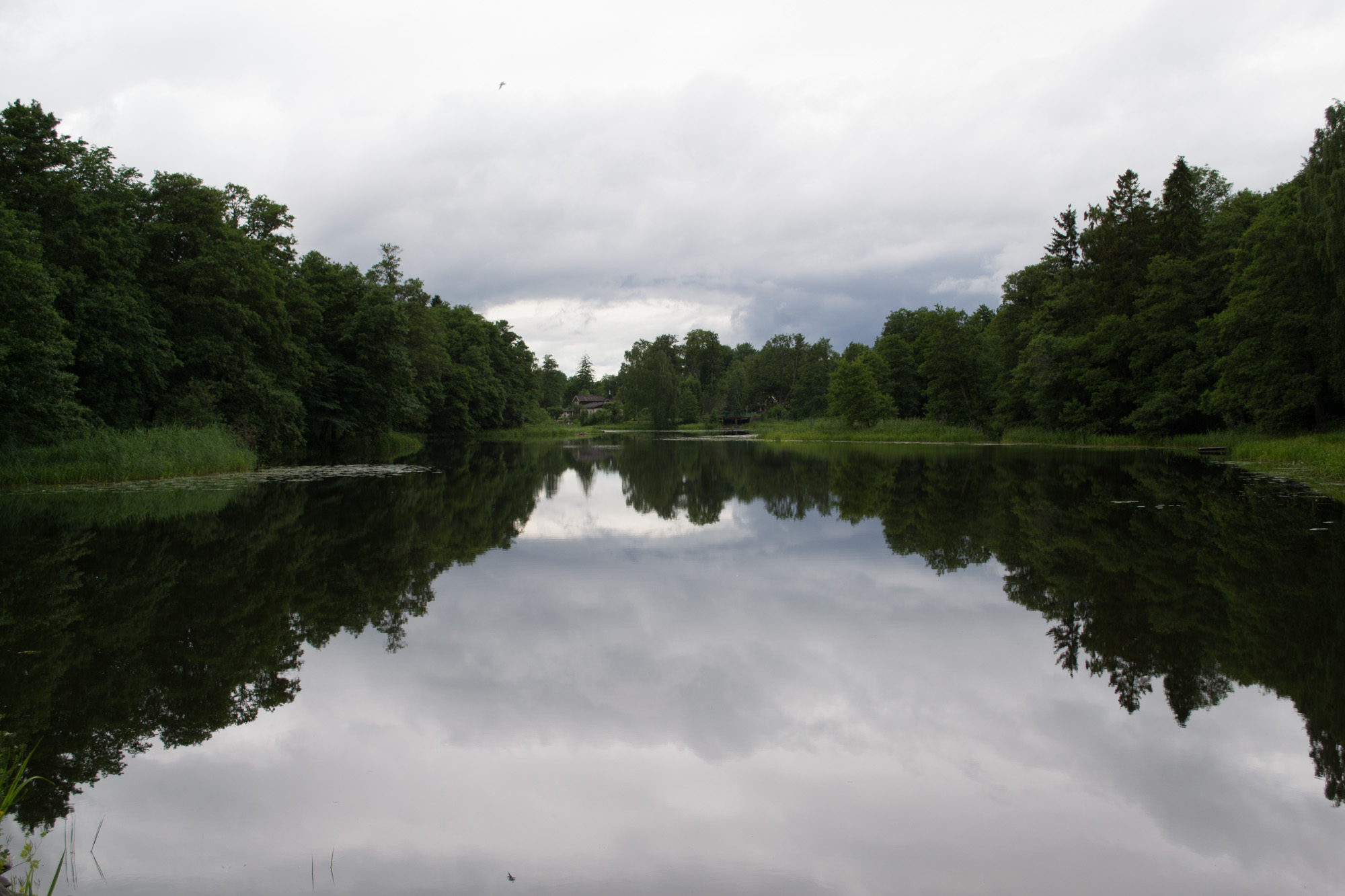
Hyndevadsån uppströms Rosenfors